# ホドリゴ・メディロス
ホドリゴ・"コンプリード"・レイチ・デ・メディロス（Rodrigo "Comprido" Leite de Medeiros、1977年1月11日 - ）はブラジル・リオデジャネイロ州出身の男性ブラジリアン柔術家。ニックネームのコンプリードは「背の高い人」の意味である。身長187cm、体重91kg。
1999年代後半から2000年代前半のトップ柔術家の1人である。

## 来歴
16歳の時にブラジリアン柔術を始め、1999年-2000年に世界柔術選手権（ムンジアル）黒帯無差別級を連覇し、その後も2002年と2008年以外は毎年入賞を果たしている。またコパドムンドでも2002年-2003年にペサード（-91kg）級連覇を達成している。
2008年1月、ブロック・レスナーの柔術コーチに就任した。

## 獲得タイトル
- 世界柔術選手権（ムンジアル）黒帯アブソルート級 優勝（1999年）
- 世界柔術選手権（ムンジアル）黒帯アブソルート級 優勝（2000年）
- 世界柔術選手権（ムンジアル）黒帯ペサード級 3位（2000年）
- 世界柔術選手権（ムンジアル）黒帯アブソルート級 3位（2001年）
- 世界柔術選手権（ムンジアル）黒帯ペサード級 2位（2001年）
- 世界柔術選手権（ムンジアル）黒帯ペサード級 3位（2003年）
- 世界柔術選手権（ムンジアル）黒帯スペルペサード（-97kg）級 2位（2004年）
- 世界柔術選手権（ムンジアル）黒帯スペルペサード級 3位（2005年）
- 世界柔術選手権（ムンジアル）黒帯スペルペサード級 3位（2006年）
- 世界柔術選手権（ムンジアル）黒帯スペルペサード級 3位（2007年）
- 柔術ワールドカップ（コパドムンド）黒帯ペサード級 優勝（2002年）
- 柔術ワールドカップ（コパドムンド）黒帯ペサード級 優勝（2003年）